# Vladislav Kralj
Vladislav Kralj, slovenski uradnik in kulturni delavec, * 4. september 1908, Trst, Avstro-Ogrska, † 2000. 

## Življenje in delo
Rodil se je v številni družini 12-tih otrok policijskemu nadzorniku Ivanu Kralju in materi gospodinji tudi rojeni Kralj v tržaškem predmestju Sv. Ivan. Leta 1919 se je družina preselila v Maribor. Ljudsko šolo je najprej obiskoval v rojstnem kraju, končal pa v Mariboru, kje je leta 1928 na realni gimnaziji tudi maturiral. Po dveh letih študija na Ekonomsko-komercialni visoki šoli v Zagrebu je bil sprejet v službo pri Mestnih podjetjih v Mariboru. Nadarjen za gledališko igro in režijo je deloval v igralski skupini Sokola in primorskega izseljeniškega društva Nanos. Po nemški okupaciji Maribora je bila družina izgnana v Ljubljano, njega pa so že 16. aprila 1941 z mnogimi drugimi zavednimi Mariborčani odpeljali v delovno taborišče Ostengrabow v Nemčijo, od tam pa v Gardelagen (Šlezija), kjer je moral delati v tovarni motornih vozil.
Po vojni se je vrnil v Trst. Kot napovedovalec se je zaposlil na takratni radijski postaji Trst II. Tu je zaživel v svojem elementu. Uveljavil se je kot režiser in igralec v številnih radijskih igrah. Z ženo Izabello, ki je tudi nastopala v Trstu kot igralka, sta se leta 1951 preselila v Združene države Amerike. V New Yorku sta v župniji sv. Cirila zbrala skupino, ki je priredila vrsto nastopov tudi v drugih mestih. S svojim delom je nadaljeval tudi po odhodu avgusta 1952 v Milwaukee, kjer si je našel novo službo. Ves prosti čas, tudi po upokojitvi, pa je posvetil slovenski skupnosti. Dolga leta je bil načelnik igralske skupine pri Slovenskem društvu Triglav, za katero je poleg številnih kulturnih prireditev in iger med drugimi režiral tudi komedijo Pri belem konjičku, katere dejanje je postavil k Blejskemu jezeru. Od leta 1963 je skupaj z ženo v Milweakeeju vsak teden pripravljal slovensko uro na javni radijski postaji. Ta oddaja je prinašala v slovenske domove  odlomke iz slovenske književnosti, glasbe,  zgodovine, opise običajev ter spremljala dogajanja v ameriški slovenski skupnosti. Njegovo delo v Milweakeeju nadaljuje hčerka Izabelle, diplomirana koreografinja in plesalka, ki uspešno nastopa v gledališču in poučuje na visokih šolah. Slovensko društvo Triglav pa ima v njej umetniškega vodjo svoje plesne skupine.